# Frankfurter Wachensturm

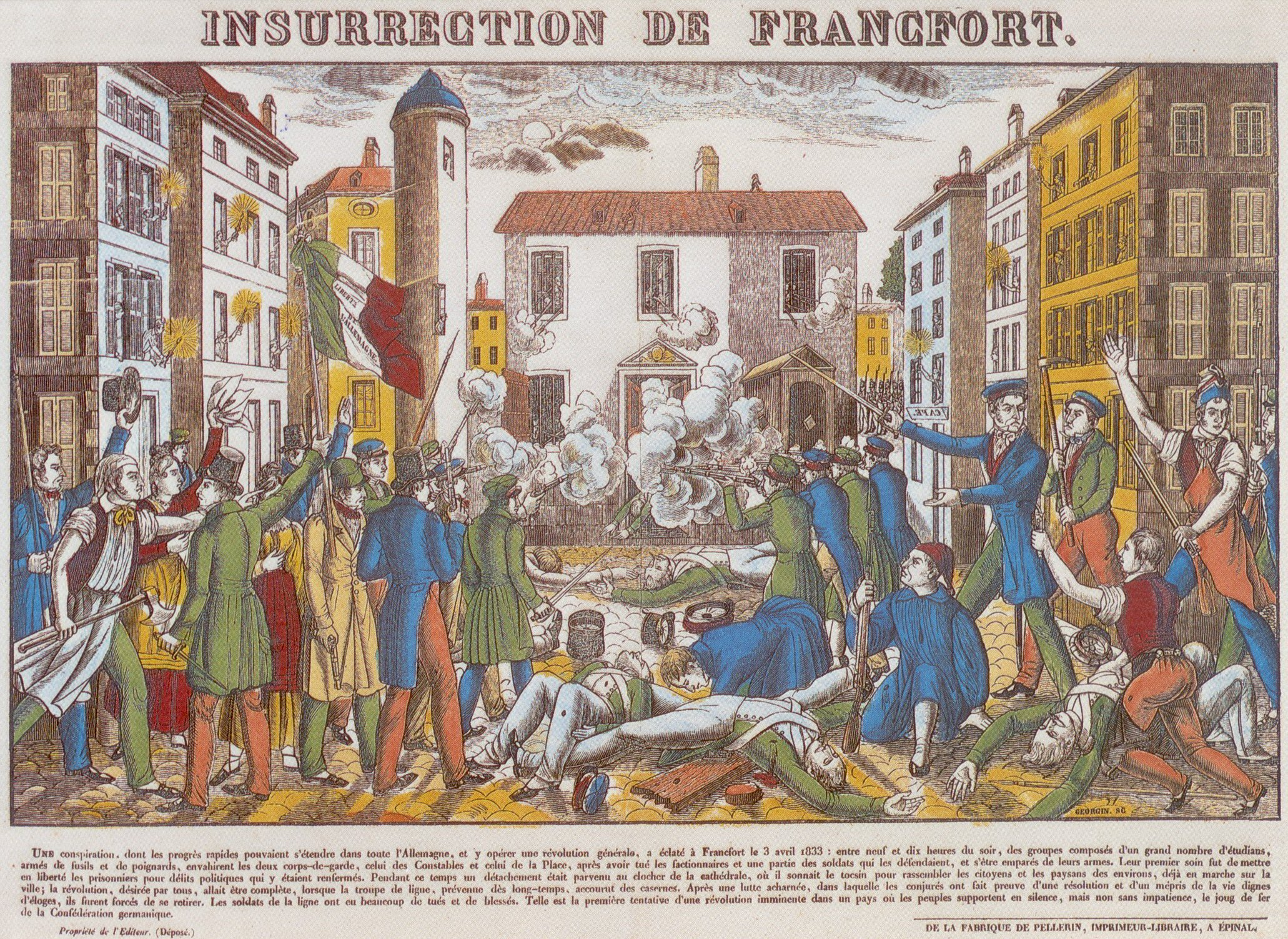
Zeitgenössischer Holzschnitt zum Frankfurter Wachensturm

Der Frankfurter Wachensturm vom 3. April 1833 war der gescheiterte Versuch von etwa 100 Aufständischen, durch einen Überfall auf die Hauptwache und die Konstablerwache in Frankfurt am Main eine allgemeine Revolution in Deutschland auszulösen. Der Frankfurter Wachensturm gehörte neben dem Wartburgfest und dem Hambacher Fest zu den spektakulärsten politischen Aktionen des deutschen Vormärz und bereitete die Märzrevolution von 1848 mit vor.

## Vorgeschichte

### „Vor den Festen“
Im Zeitalter der Restauration und des Biedermeier formierte sich eine Opposition aus frühliberalen, bildungs-, besitz- bzw. stadtbürgerlichen Kräften. Sie wurde durch die französische Julirevolution 1830, die belgische Revolution 1830/31 und das Aufbegehren der Polen im Novemberaufstand 1830/31 ermutigt und lehnte sich gegen die Machtverhältnisse im Deutschen Bund auf, welcher auf Restauration bedacht war. Auch waren radikalere Stimmen in jener Zeit zu hören, von denen etwa dieser Brief vom 6. Februar 1832 Zeugnis gibt:

„Die Wirkung, welche der Durchzug der Polen auf die deutschen Gemüther hat, ist ungeheuer, sie wird gewiß nicht so schnell wieder verschwinden. Sie zu erhalten und zu steigern haben wir Zeit bis Ende Juni, dann aber muß unter jeder Bedingung etwas Entscheidendes geschehen. Bleibt das Unternehmen bis dahin ohne kräftige äussere Stütze, so ist Thüringen der beste Stand, auf welchem das Feuer angefacht werden kann. […]“

### Ereignisse auf dem Hambacher Fest
Auf dem Hambacher Fest am 27. Mai 1832 vor 25.000 bis 30.000 Zuhörern forderten die Initiatoren Philipp Jakob Siebenpfeiffer und Johann Georg August Wirth das Ende des Absolutismus. Darüber hinaus verlangten die beiden nach nationaler Einheit und Volkssouveränität. Siebenpfeiffer rief die Deutschen zur Überwindung der Kleinstaaterei durch Brüderlichkeit auf und spottete über die Verfassungen der deutschen Staaten, die nur als „Konstitutiönchen“ dem Volk zum Spielen gegeben seien. Für Wirth war die Einheit das Mittel zur Freiheit der europäischen Völker, jedoch warnte er die französische Seite vor der Erhebung von Ansprüchen auf das linke Rheinland.
Etwa 500 bis 600 Teilnehmer waren auf der Veranstaltung des Folgetags anwesend, die am Abend zuvor angekündigt wurde. Siebenpfeiffer forderte die Anwesenden zum
Zusammentreten auf, um über die erforderlich erscheinenden Reformen Beschlüsse zu fassen und Männer ihres Vertrauens zu wählen, die als eine provisorische Regierung dem Bundestage, als ein Nationalconvent oder eine National Volksrepräsentation sich gegenüberstellen.
Darauf folgend fand am selben Vormittag in der Wohnung des Landstands Schoppmann eine Zusammenkunft der gewählten Abgeordneten statt. Anwesend waren: Siebenpfeiffer, Wirth, Brüggemann, Strecker, Hütlin (Bürgermeister), Delisle, Cornelius, Funck, Schüler, Savoye, von Rauschenplat, Stromeyer, Hallauer und mehr durch Zufall von Schachtmeyer (Rittmeister a. D.). Schüler leitete die Versammlung. Zur Entscheidung stand die Frage, ob man sich konstituieren wolle. Von Rauschenplat sprach sich aus für eine sofortige Bildung des Nationalconvents und der Bestimmung eines Tages, an dem die Fahne des Aufruhrs aufgepflanzt und losgeschlagen werden solle. Johann Friedrich Funck dagegen äußerte dabei: „[E]ntweder wollten sie losschlagen dann müssten sie bleiben, oder sie wollten nicht losschlagen was er für angemessen halte dann müsse man gehen“. Später veröffentlichte er in seiner Zeitschrift, dem Eulenspiegel, dazu: „man habe sich bestimmt dahin ausgesprochen, daß man bloßen Machtsprüchen feierliche Verwahrung entgegensetzen müsse, daß man aber der offenen Gewalt, welche Gesetz und Recht umzustürzen sich erdreiste, nicht anders begegnen könne, als mit den Waffen.“ Mehrere Redner hatten am Vortag sich gegen Waffengewalt ausgesprochen und diese der Usurpation gleichgestellt, was gegen die Forderung nach Recht und Volkssouveränität stand. Der Beschluss fiel negativ aus. Gleichsam kam es hier auch zum Bruch zwischen Siebenpfeiffer, Wirth und dem Zentralkomitee über das Engagement des Deutschen Press- und Vaterlandsvereins. Wirth plädierte für den weiteren Aufbau von Oppositionsstrukturen durch Umformung des Deutschen Preß- und Vaterlandsvereins in eine schlagkräftige politische Organisation.
So wäre beinahe ein permanenter Nationalkonvent gebildet worden, bei der Repräsentanten der deutschen Gaue gewählt wurden, unter ihnen auch Abwesende. Die Schlussabstimmung zur Frage, ob eine Konstitution aus sich selbst heraus die Kompetenz hätte, im Namen von ganz Deutschland eine Revolution zu beginnen, ließ die Bemühungen jedoch scheitern.

### Das Sandhof-Fest in Frankfurt am Main
Schon am 20. April erreichte eine Einladung die Frankfurter, und zwar ins damalige Neustadt an der Haardt zum „deutschen Nationalfest“ auf der Schlossruine zu Hambach im „bedeutungsvollen“ Mai 1832. Voller Erwartung und Erregung waren die liberalen Kreise in Frankfurt. Dem gegenüber sorgten sich die Wächter der bestehenden Ordnung, dass dieses Ereignis nicht „zu einem Feuer aufgehen könne“. Dem Aufruf folgend reisten von Frankfurt aus die Advokaten Friedrich Siegmund Jucho und Langer, die Kaufleute Beyschlag, Netz, Hübschmann, Hinckel und Herold, der Apotheker Jost, die Buchhändler Meidinger und Karl Körner mit beiden Söhnen sowie dessen Bruder Gustav Körner, ferner Sauerwein, Funck, Stoltze mit Sohn an. Im Namen der Frankfurter wurde Wirth nach dessen Rede in Anerkennung seines Kampfes für die Pressefreiheit durch die anwesenden Burschen ein Schwert überreicht, in dessen Klinge „Dem Wirth/Deutsche in Frankfurt“ und der leicht veränderte burschenschaftliche Wahlspruch „Vaterland – Ehre – Freiheit“ eingraviert war.

Am 27. Mai versammelten sich bei Frankfurt auf dem Gutshof Sandhof, gelegen nahe dem Dorf Niederrad knapp außerhalb der damaligen Frankfurter Stadtgrenze, etwa 4.000 Menschen, darunter viele aus den benachbarten hessischen und nassauischen Ortschaften, sowie mehrere polnische Offiziere. Hier wurden wie in Hambach schwarz-rot-goldene Kokarden getragen. Mit dem Glockenschlag um 5 Uhr schwang zu Beginn ein Knabe die Frankfurter rot-weiße Fahne mit dem Frankfurter weißen Adler und der Papierhändler Theissinger sprach vom Balkon des Gasthofs einen Toast:

„Den freien Deutschen, welche in Hambach versammelt sind!“

Einen noch entschieden radikaleren Charakter als die Sandhofversammlung hatte die Nachfeier des Hambacher Festes, die ein paar Tage später bei Bergen veranstaltet wurde. Dort fand sich der Klub „König der Preußen“ zusammen. Funck verlas die Rede, die Siebenpfeiffer in Hambach gehalten hatte. Funck versicherte, „dass die Zeiten bald eintreten werden, wo Deutschland von der Donau bis zur Nordsee einig und ungetrennt erscheinen und alle Schlagbäume und Barrieren wegfallen würden“ und er brachte ein Lebehoch auf das vereinte Deutschland.

### Folgen der Feste
Es wurden unmittelbar nach dem Hambacher Fest Emissäre (Abgesandte) ausgeschickt. Von Rauschenplat war noch vor dem Wilhelmsbader Fest nach Heidelberg gereist, um dort die Nachricht zu überbringen, dass der Vaterlandsverein (Schüler, Savoye und Geib) mit Siebenpfeiffer und Wirth „versöhnt“ sei. Der Verein muntere dazu auf, ähnliche Feste zu organisieren. Des Weiteren erkundigte von Rauschenplat sich nach Mitteln für den Ausbruch einer Revolution.
Auf das Vorgehen des Deutschen Bundes gegen die Redner des Hambacher Fests gab es Protest. Die zutiefst reaktionären Bundesbeschlüsse vom 28. Juni 1832 und deren Erweiterung am 5. Juli 1832 führten zu einer Radikalisierung der bislang gemäßigten Teile der Hambacher Bewegung. An die Stelle der Verhafteten oder Geflohenen traten nun neue Personen.
Am 22. Juli 1832 konstituierte sich anstelle des provisorischen Zweibrücker Zentralkomitees, das nach Frankreich geflohen war, in Frankfurt am Main das neue Zentralkomitee des Preß- und Vaterlandsvereins. Im August kam es zur Übereinkunft zwischen dem Frankfurter Vorstand und dem Stuttgarter Revolutionär Gottlob Franckh, die Vorbereitungen für den bewaffneten Aufstand zu treffen. Am 10. September trafen sich die Frankfurter Liberalen auf der Mainlust; dabei kam es zu einer Trennung zwischen den Gemäßigten um Maximilian Reinganum und den Revolutionären um Gustav Körner und die Brüder Gustav und Georg Bunsen, Adolph Berchelmann und Franz Gärth.
Der Kreis betraute den Dürkheimer Lehrer Friedrich Wilhelm Knoebel, ebenfalls Teilnehmer am Hambacher Fest, und andere damit, die notwendigen überregionalen Verbindungen zu knüpfen. Knöbel führte Anfang November 1832 Gespräche mit dem Stuttgarter Kreis um Franck und Oberleutnant Ernst Ludwig Koseritz, die die Franckh-Koseritz’sche Verschwörung bildeten. Von Stuttgart aus fuhr er nach Metz zu Friedrich Schüler, der bereit war, in die geplante Regierung einzutreten. Anfang Dezember war Knöbel in Paris, um die deutschen Emigranten und andere Republikaner in die Planung einzubeziehen.
In Stuttgart beschloss am 26. Dezember der Burschentag die Umwandlung der Burschenschaften in politische Clubs und den Anschluss an den Vaterlandsverein. Der Beginn des bewaffneten Aufstands wurde auf Anfang April 1833 festgesetzt.

## Die Aktion

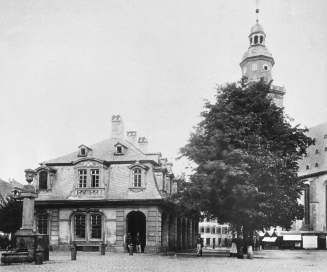
Die Hauptwache (um 1860)

Mitte Februar 1833 begannen die Verschwörer in Frankfurt mit ihren Vorbereitungen. Die Stadt war Sitz des Bundestages, des ständigen Gesandtenkongresses, der seit 1815 die einzige für den gesamten Deutschen Bund zuständige politische Institution darstellte. Die Aufständischen betrachteten den Bundestag als Instrument der restaurativen Politik der deutschen Fürsten und als Hindernis für ihre politischen Ziele.
Gustav Bunsen beschaffte 220 Gewehre, drei Zentner Pulver und die nötigen Kugelformen, die in seiner Wohnung in der Münzgasse gelagert wurden. Er konnte auf etwa 30 Burschenschafter aus Gießen, Heidelberg, Göttingen, Würzburg, Erlangen, München und Freiburg zählen, darunter den späteren Arbeiterführer Karl Schapper sowie den späteren Missionar Friedrich August Crämer. Hinzu kamen einige polnische und französische Offiziere wie der polnische Exilant Jan Paweł Lelewel, zwei Lehrer der Knabenschule von Georg Bunsen sowie eine Anzahl Bauern aus Bonames und einzelne Auswärtige wie Johann von Rauschenplat. Am 1. und 2. April trafen die Burschenschafter ein und stiegen, zum Teil unter falschem Namen, in Frankfurter Gasthöfen ab.
Der Plan der Aufständischen sah vor, die beiden Frankfurter Polizeiwachen zu stürmen, sich der dort verwahrten Waffen und der Kasse des Deutschen Bundes zu bemächtigen und anschließend die Gesandten der deutschen Fürsten, die unweit der Hauptwache im Palais Thurn und Taxis tagten, gefangen zu nehmen. Dies sollte das Signal zu einer nationalen und demokratischen Erhebung in ganz Deutschland werden. Es wurden zwei Sturmtrupps gebildet, wobei die Burschenschafter die Hauptwache überfallen sollten und die anderen die Konstablerwache. Bunsen rechnete fest damit, dass sich die Frankfurter Bürgerschaft und das Linienbataillon, das reguläre Frankfurter Militär, an dem Aufstand beteiligen werde, sobald er die Sturmglocke im Dom läuten ließe.
Die Vorbereitungen waren jedoch nicht verborgen geblieben. Bereits seit Mitte Februar hatten die Behörden Kenntnis von dem geplanten Aufstand, und seit Mitte März wurde auf den Straßen der Stadt offen darüber geredet, dass der Angriff am 3. April um 21:30 Uhr beginnen sollte. Die beiden Bürgermeister Guaita und Kappes ließen die Wachmannschaften verstärken, das Linienbataillon in der Kaserne im Karmeliterkloster in Bereitschaft versetzen und die Sturmglocke durch zwei Polizisten sichern. Die Wachen und das Militär blieben jedoch ohne genaue Instruktionen und ließen, um die Bürger nicht in Unruhe zu versetzen, ihre Waffen ungeladen.
Pünktlich um 21:30 Uhr stürmte Bunsen an der Spitze der Aufständischen von der Katharinenpforte aus die Hauptwache und nahm sie nach kurzem Handgemenge, bei dem ein Sergeant niedergeschossen wurde, im Handstreich. Trotz mehrmaliger Aufrufe Bunsens an die Menge leistete die Frankfurter Bevölkerung den Aufständischen keine Unterstützung. Bunsen übergab die Hauptwache einem kleinen Wachkommando und eilte mit den übrigen Verschwörern zum Dom. Dort trieb er die beiden Polizisten in die Türmerstube und zwang die Türmersfrau unter Todesdrohungen, die Sturmglocke zu läuten. Inzwischen hatte der andere Trupp von der Zeil aus die Konstablerwache angegriffen. Anders als an der Hauptwache kam es zu einem Schusswechsel, bei dem ein Verteidiger fiel und mehrere schwer verletzt wurden. Bei der Befreiung der in der Wache arretierten Gefangenen wurde einer von ihnen tödlich verwundet.
Beim ersten Lärm war das in Bereitschaft stehende Linienbataillon ausgerückt, hatte im Großen Hirschgraben seine Waffen geladen und war dann über den Roßmarkt von mehreren Seiten gegen die Hauptwache vorgegangen. Schon nach einer Viertelstunde zogen sich die Verteidiger nach kurzem Schusswechsel zurück. Nur einer von ihnen wurde verwundet gefangen genommen, die übrigen konnten entkommen.
Anschließend zog ein Kommando des Linienbataillons weiter zur Konstablerwache. Die Verteidiger hatten sich hier besser organisiert und wiesen den Angriff zweimal ab; dabei wurden zwei Rebellen tödlich verwundet, der Schreiber Zwick und ein Handwerksgeselle. Vor dem dritten Angriff zogen sich die Rebellen, unter Mitnahme ihrer Verwundeten, zurück und verschwanden in den engen Gassen der Altstadt. Gegen 22 Uhr war der Aufstand beendet. Insgesamt gab es bei dem Aufstand neun Tote, darunter sechs Soldaten, ein unbeteiligter Bürger und zwei Aufrührer, sowie 24 Verletzte. Sechs Studenten wurden noch in der Nacht in ihren Quartieren verhaftet, die übrigen Aufrührer konnten sich in der Stadt verbergen und in den nächsten Wochen entkommen, darunter Körner und Gustav Bunsen.

## Die Folgen

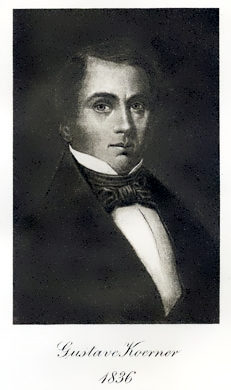
Der Frankfurter Jurist Gustav Körner (1809–1896) wurde beim Wachensturm verletzt und floh danach in Frauenkleidern aus Deutschland über Frankreich in die USA. Dieses Porträt wurde vermutlich anlässlich seiner Heirat mit Sophie Engelmann angefertigt.

Die Aktion brachte den Studenten viele Sympathien in ganz Deutschland ein, auch von Menschen, die ihr Vorgehen als überstürzt abgelehnt hatten, der Bundestag aber beschloss die vorübergehende Bundesexekution gegen die Freie Stadt Frankfurt. Seitdem war ständig eine Garnison von 2.500 österreichischen und preußischen Soldaten in Frankfurt stationiert, welche die städtische Souveränität herausforderte, während die fürstlichen Bundestagsdiplomaten die Freie Stadt fortan als „liberales Nest“ schmähten.
Als die Gefangenenwärter einigen inhaftierten Aufständischen später im Januar 1837 zur Flucht verhalfen, wurde dies in einer Vielzahl von Flugblättern und Liedern gefeiert, darunter das bekannte In dem Kerker saßen/ zu Frankfurt an dem Main ... Am 30. Juni 1833 wurde die Bundeszentralbehörde (mit Sitz in Frankfurt) geschaffen, welche als Inquisitionsorgan bis zur Auflösung im Jahr 1842 gegen mehr als 2000 Verdächtige ermittelte, die im „Schwarzen Buch“ registriert wurden. Viele der Verschwörer flohen deshalb in die USA (siehe „Dreißiger“). Wegen Hochverrats wurden schließlich 39 Personen zum Tode verurteilt, darunter als angeblicher Rädelsführer Hermann Müller-Strübing; später jedoch wurden die Urteile in zum Teil lebenslange Haftstrafen umgewandelt.